# Crenicichla strigata
Crenicichla strigata är en fiskart som beskrevs av Günther 1862. Crenicichla strigata ingår i släktet Crenicichla och familjen Cichlidae. Inga underarter finns listade i Catalogue of Life.